# Václav Božek
Václav Božek (* 21. dubna 1949 Ostrava) je český politik, v letech 2000 až 2016 zastupitel Jihomoravského kraje (z toho v letech 2008 až 2015 náměstek hejtmana a v letech 2015 až 2016 radní kraje), v letech 1998 až 2002 zastupitel města Brna (z toho v letech 2000 až 2002 radní města), od roku 1994 zastupitel a od roku 2015 radní městské části Brno-Kohoutovice, člen ČSSD.

## Život
Narodil se v roce 1949 v Ostravě, v roce 1972 vystudoval odbornou fyziku na Přírodovědecké fakultě Masarykovy univerzity v Brně, poté nastoupil jako asistent a interní aspirant na katedře fyziky Fakulty stavební Vysokého učení technického v Brně. Od roku 1978 působil jako odborný asistent na ústavu pozemního stavitelství Fakulty stavební Vysokého učení technického v Brně. V letech 1990 až 2005 zastával funkce v akademické samosprávě (Akademický senát fakulty, Akademický senát VUT, Rada vysokých škol ČR).

## Veřejné působení
Od roku 1994 je členem Zastupitelstva městské části Brno-Kohoutovice, v letech 2000 až 2002 byl členem Rady města Brna. Ve volebním období 2000-2004 i 2004–2008 byl předsedou kontrolního výboru Zastupitelstva Jihomoravského kraje, v letech 2002 až 2008 byl předsedou Klubu zastupitelů ČSSD v Zastupitelstvu Jihomoravského kraje. Na ustavujícím zasedání krajského zastupitelstva v listopadu 2008 byl zvolen náměstkem hejtmana Jihomoravského kraje., od února 2015 je členem krajské rady. Do jeho kompetence spadá oblast investic a regionálního rozvoje, oblast rozvoje lidských zdrojů, vysokých škol a vědy a výzkumu.
Ve volbách v roce 2016 se pokoušel mandát krajského zastupitele obhájit, ale neuspěl. Skončil tak i v pozici radního kraje.
Václav Božek je od roku 1994 členem České strany sociálně demokratické, od roku 2004 do listopadu 2013 byl předsedou Krajského výkonného výboru ČSSD. V současnosti (prosinec 2015) je předseda místní organizace ČSSD Brno - Kohoutovice. V září 2015 byl zvolen radním Městské části Brno-Kohoutovice.